# Honorowa Nagroda Oddziału Poznańskiego SARP
Nagroda Honorowa Oddziału Poznańskiego SARP – nagroda architektoniczna przyznawana od 2004 r. przez Poznański Oddział Stowarzyszenia Architektów Polskich architektom. Może być przyznana za konkretne wybitne dzieło, ale również za całokształt twórczości oraz działalność na rzecz architektury i środowiska architektonicznego w ramach stowarzyszenia. Kapitułę nagrody stanowią byli prezesi oddziału i członków Kolegiów Sędziów Konkursowych. Określana jest jako jest całkowicie niezależna, wolna od mód, nacisków i komercji.

## Laureaci
| Lp. | Rok       | Laureat                                                  | Wybrana realizacja (rok ukończenia) | Wybrana realizacja (rok ukończenia)                                      | Ref.  |
| --- | --------- | -------------------------------------------------------- | ----------------------------------- | ------------------------------------------------------------------------ | ----- |
| 1   | 2004      | Witold Milewski, Zygmunt Skupniewicz, Lech Sternal       |                                     | Collegium Altum w Poznaniu (1991)                                        | [ 3 ] |
| 2   | 2005      | Henryk Marcinkowski                                      |                                     | Szpital Wojewódzki w Poznaniu (1972)                                     | [ 4 ] |
| 3   | 2006      | Jerzy Liśniewicz                                         |                                     | Domy Towarowe Alfa w Poznaniu (1972)                                     | [ 3 ] |
| 4   | 2007      | Aleksander Grygorowicz                                   |                                     | Kaplica Świętych Równych Apostołom Konstantyna i Heleny w Jałówce (1990) | [ 5 ] |
| 5   | 2008      | Klemens Mikuła                                           |                                     | kompleks Jeziora Maltańskiego w Poznaniu (1972)                          | [ 3 ] |
| 6   | 2010      | Bogdan Celichowski                                       |                                     | Klinika Psychiatrii Dorosłych Uniwersytetu Medycznego w Poznaniu (1970)  | [ 4 ] |
| 7   | 2011      | Barbara Namysł, Piotr Namysł                             |                                     | Collegium Stomatologicum w Poznaniu (2004)                               | [ 4 ] |
| 8   | 2012      | Eryk Sieiński, Stefan Wojciechowski, Grzegorz Ziemiański | –                                   | –                                                                        | [ 4 ] |
| 9   | 2013      | Marian Fikus, Jerzy Gurawski                             |                                     | Kościół św. Antoniego w Lesznie (1990)                                   | [ 4 ] |
| 10  | 2014      | Andrzej Kurzawski, Wojciech Kolasiński                   | –                                   | –                                                                        | [ 6 ] |
| 11  | 2016      | Tadeusz Gałecki, Henryk Sufryd, Jerzy Turzeniecki        | –                                   | –                                                                        | [ 7 ] |
| 12  | 2019      | Piotr Wędrychowicz                                       | –                                   | –                                                                        | [ 7 ] |
| 13  | 2020/2021 | Marek Czuryło, Andrzej Maciej Maleszka, Marian Urbański  | –                                   | –                                                                        | [ 8 ] |